# Harmoniska serien
Den harmoniska serien är inom matematik den oändliga serien
{\displaystyle \sum _{k=1}^{\infty }{\frac {1}{k}}={\frac {1}{1}}+{\frac {1}{2}}+{\frac {1}{3}}+{\frac {1}{4}}+\ldots \,.}
Serien är divergent, d.v.s. summan av termerna konvergerar inte mot ett bestämt tal utan seriens summa är oändlig.

## Bevis för divergens
Det första beviset för att den harmoniska serien divergerar gavs av Nicolas Oresme (1320-1382). Oresme grupperade termerna som
{\displaystyle 1+\left[{\frac {1}{2}}\right]+\left[{\frac {1}{3}}+{\frac {1}{4}}\right]+\left[{\frac {1}{5}}+{\frac {1}{6}}+{\frac {1}{7}}+{\frac {1}{8}}\right]+\left[{\frac {1}{9}}+\cdots \right.}
och observerade att varje grupp är större än motsvarande grupp i serien
{\displaystyle 1+\left[{\frac {1}{2}}\right]+\left[{\frac {1}{4}}+{\frac {1}{4}}\right]+\left[{\frac {1}{8}}+{\frac {1}{8}}+{\frac {1}{8}}+{\frac {1}{8}}\right]+\left[{\frac {1}{16}}+\cdots \right.}
{\displaystyle =1+\ {\frac {1}{2}}\ +\qquad {\frac {1}{2}}\ \quad +\ \qquad \quad {\frac {1}{2}}\qquad \ \quad \ +\ \quad \ \cdots }
som uppenbarligen divergerar.
Ett bevis som inte använder sig av Oresmes oändligt många grupperingar, men ändå tar vara på hans idé, är följande resonemang.
Om den harmoniska serien konvergerar så skall skillnaden mellan två godtyckliga delsummor {\displaystyle H_{m}\,} och {\displaystyle H_{n}\,} gå mot talet 0, då index n och m växer mot oändligheten oberoende av varandra. 
Sekvensen {\displaystyle \{H_{n}\}_{n=1}^{\infty }} är då en så kallad Cauchy-följd. Varje konvergent sekvens är en Cauchy-följd, men det finns Cauchy-följder som inte konvergerar.
Skillnaden mellan delsummorna 
{\displaystyle H_{m}=1+{\frac {1}{2}}+\cdots +{\frac {1}{m}}}
och 
{\displaystyle H_{n}=1+{\frac {1}{2}}+\cdots +{\frac {1}{m}}+\cdots +{\frac {1}{n}}}
är differensen 
{\displaystyle H_{n}-H_{m}={\frac {1}{m+1}}+{\frac {1}{m+2}}+\cdots +{\frac {1}{n}}.}
Denna differens är större än talet {\displaystyle {\frac {1}{2}}} om {\displaystyle n\geq 2m} :
{\displaystyle {\frac {1}{m+1}}+{\frac {1}{m+2}}+\cdots +{\frac {1}{n}}\geq \underbrace {{\frac {1}{n}}+{\frac {1}{n}}+\cdots {\frac {1}{n}}} _{n-m\quad termer}=1-{\frac {m}{n}}>{\frac {1}{2}}.}
Detta visar att differensen {\displaystyle H_{n}-H_{m}\,} inte går mot noll då index n och m går mot oändligheten oberoende av varandra.
Därför är den harmoniska serien divergent.
Den harmoniska serien kan även visas divergera med hjälp av Integraltestet. Motsvarande integral är
{\displaystyle \int _{1}^{\infty }{\frac {1}{x}}\;dx=\left[\ln x\right]_{1}^{\infty }=\infty }
där ln betecknar den naturliga logaritmen.
Det faktum att den harmoniska serien är divergent låter oss dra slutsatsen att det finns så många divergenta serier att vi inte ens kan räkna upp dem!
Det resultat som låter oss dra denna slutsats är det så kallade jämförelsekriteriet:
Om {\displaystyle \{a_{n}\}_{n=1}^{\infty }} och {\displaystyle \{b_{n}\}_{n=1}^{\infty }} är två sekvenser av positiva tal sådana att {\displaystyle a_{n}\leq b_{n}\,} för varje index n, så är serien {\displaystyle \sum _{n=1}^{\infty }a_{n}} konvergent om serien {\displaystyle \sum _{n=1}^{\infty }b_{n}} är konvergent, och serien {\displaystyle \sum _{n=1}^{\infty }b_{n}} är divergent om serien {\displaystyle \sum _{n=1}^{\infty }a_{n}} är divergent.
Låt {\displaystyle \{a_{n}\}_{n=1}^{\infty }} vara den harmoniska sekvensen 
{\displaystyle a_{n}={\frac {1}{n}}}
och {\displaystyle \{b_{n}\}_{n=1}^{\infty }} vara sekvensen {\displaystyle b_{n}={\frac {1}{n^{1-\varepsilon }}},}
där {\displaystyle \varepsilon \in ]0,1[} är ett godtyckligt tal. Jämförelsekriteriet låter oss dra slutsatsen att serien 
{\displaystyle \sum _{n=1}^{\infty }{\frac {1}{n^{1-\varepsilon }}}}
är divergent, eftersom den harmoniska serien är divergent. Detta gäller för varje val av talet {\displaystyle \varepsilon \in ]0,1[} och eftersom det finns fler sådana tal {\displaystyle \varepsilon } än vad vi kan räkna upp (överuppräkneligt många), finns det fler divergenta serier än vad vi kan räkna upp.
Den harmoniska serien utgör ett exempel på att termer som går mot noll inte är ett tillräckligt villkor för att en serie ska vara konvergent.

## Delsummor
Den n-te delsumman
{\displaystyle H_{n}=\sum _{k=1}^{n}{\frac {1}{k}}}
kallas för ett harmoniskt tal. De harmoniska talen är för n = 1, 2, 3, ... lika med
{\displaystyle 1,\;{\frac {3}{2}},\;{\frac {11}{6}},\;{\frac {25}{12}},\;{\frac {137}{60}},\;{\frac {49}{20}},\;{\frac {363}{140}},\;{\frac {761}{280}},\;{\frac {7129}{2520}},\;{\frac {7381}{2520}},\ldots }
Den harmoniska serien divergerar trots att delsummorna växer långsamt: exempelvis krävs 12367 termer innan summan överstiger 10, och cirka 1,509 × 1043 innan den överstiger 100.
Tillväxthastigheten för delsummorna är ungefär densamma som för den naturliga logaritmen. Skillnaden då n går mot oändligheten är ändlig och lika med talet
{\displaystyle \gamma =\lim _{n\to \infty }\left[H_{n}-\ln n\right]\approx 0,5772156649}
som kallas Eulers konstant.

## Varianter
Serien divergerar även om endast termer med primtal i nämnaren tas med:
{\displaystyle \sum _{k=1}^{\infty }{\frac {1}{p_{k}}}={\frac {1}{2}}+{\frac {1}{3}}+{\frac {1}{5}}+{\frac {1}{7}}+{\frac {1}{11}}+\ldots =\infty ,}
där pk betecknar det k-te primtalet. Beviset, som är betydligt mer komplicerat än det för den vanliga harmoniska serien, gavs först av Leonhard Euler.
Euler visade även följande koppling mellan den harmoniska serien och primtalen; Ett resultat som gav upphov till det som vi idag kallar analytisk talteori:
{\displaystyle \sum _{n=1}^{\infty }{\frac {1}{n}}=\prod _{p:p=primtal}{\frac {1}{1-{\frac {1}{p}}}}.}
Det faktum att den harmoniska serien är divergent låter oss dra slutsatsen att det finns oändligt många primtal.
Om varje term i den harmoniska serien kvadreras fås däremot den konvergenta serien
{\displaystyle \sum _{k=1}^{\infty }{\frac {1}{k^{2}}}={\frac {1}{1}}+{\frac {1}{4}}+{\frac {1}{9}}+{\frac {1}{25}}+\ldots ={\frac {\pi ^{2}}{6}}.}
Problemet att bestämma denna summa är känt som Baselproblemet, och även detta löstes av Euler. Om exponenten 2 ersätts med ett godtyckligt komplext tal uppkommer den så kallade Riemanns zetafunktion.
Den alternerande harmoniska serien
{\displaystyle \sum _{k=1}^{\infty }{\frac {(-1)^{k+1}}{k}}={\frac {1}{1}}-{\frac {1}{2}}+{\frac {1}{3}}-{\frac {1}{4}}+\ldots }
konvergerar mot den naturliga logaritmen av talet 2, {\displaystyle \ln 2}; Anledningen till detta är att varje alternerande serie, vars termer går mot noll, konvergerar; Konvergensen mot just {\displaystyle \ln 2} kan bevisas genom att beräkna Taylorserien för den naturliga logaritmen.